# Bythocytheridae
Bythocytheridae is een familie van kreeftachtigen uit de klasse van de Ostracoda (mosselkreeftjes).

## Taxonomie

### Onderfamilie
- Keijicytherinae Kozur, 1985 †

### Geslachten
- Abyssobythere Ayress & Whatley, 1989
- Acvocaria Gramm, 1975 †
- Antarcticythere Neale, 1967
- Antebythoceratina Schornikov, 1990 †
- Antella Schornikov & Mikhailova, 1990
- Asperobythere Schornikov & Mikhailova, 1990
- Australobythere Yassini, Jones, King, Ayress & Dewi, 1995
- Baltraella Pokorny, 1968
- Bathynocythere Malz & Jellinek, 1994
- Berounella Boucek, 1936 †
- Bisoceratina Hu & Tao, 2008
- Bubuloceratina Hu & Tao, 2008
- Bythoceratina Hornibrook, 1952
- Bythocythere Sars, 1866
- Bythocytheropteron Whatley & Zhao (Yi-Chun), 1988
- Bythonavicula Schornikov & Mikhailova, 1990
- Calcarellites Schornikov & Mikhailova, 1990
- Convexochilus Schornikov, 1982
- Corniferacia Schornikov & Mikhailova, 1990
- Costoalacia Schornikov & Mikhailova, 1990
- Costoantella Schornikov & Mikhailova, 1990
- Costobythere Schornikov & Mikhailova, 1990
- Crassacythere Gruendel & Kozur, 1972 †
- Cretaceratina Neale, 1975 †
- Cuneoceratina Gruendel & Kozur, 1972 †
- Dentibythere Schornikov, 1982
- Dentoceratina Schornikov, 1990
- Dopseucythere Malz & Jellinek, 1994
- Eomonoceratina Zhang (Jin-Jian), 1982 †
- Gibbobythere Schornikov & Mikhailova, 1990
- Hanaiceratina McKenzie, 1974 †
- Hodzhella Schornikov & Mikhailova, 1990
- Jonesia Brady, 1866
- Kitabythere Schornikov & Mikhailova, 1990
- Kozurocythere Schornikov, 1990
- Kristanella Schornikov, 1990
- Leviantella Schornikov & Mikhailova, 1990
- Macrocythere Sars, 1926
- Mayburya Coles & Whatley, 1989 †
- Miracythere Hornibrook, 1952
- Monoceratina Roth, 1928 †
- Montocythere Schornikov, 1990
- Nasoceratina Schornikov, 1990 †
- Nealocythere Schornikov, 1982
- Nemoceratina Gruendel & Kozur, 1971 †
- Nipponojonesia Schornikov, 1990
- Obibythere Schornikov & Mikhailova, 1990
- Oculoceratina Schornikov, 1990 †
- Otocytherella Hu & Tao, 2008
- Paraantella Schornikov & Mikhailova, 1990
- Paraberounella Blumenstengel, 1965 †
- Parabythocythere Gou & Huang in Gou, Zheng & Huang, 1983 †
- Parabythocythere Kozur, 1983 †
- Patellacythere Gruendel & Kozur, 1972 †
- Phlyctobythocythere Bonaduce, Masoli & Pugliese, 1978 †
- Praebythoceratina Gruendel & Kozur, 1972 †
- Profundobythere Coles & Whatley, 1989 †
- Protojonesia Deroo, 1966 †
- Pseudoceratina Bold, 1965
- Pseudocythere Sars, 1866
- Pseudojonesia Schornikov, 1990
- Pseudomonoceratina Gruendel & Kozur, 1972 †
- Pteropseudocythere Schornikov, 1982
- Punctoceratina Schornikov, 1990 †
- Rectospinacia Schornikov & Mikhailova, 1990
- Retibythere Schornikov, 1981
- Rhombobythere Schornikov, 1982
- Rostrocythere Schornikov, 1981
- Ruggieriella Colalongo & Pasini, 1980 †
- Sagittibythere Schornikov & Mikhailova, 1990
- Saxellacythere Gruendel & Kozur, 1972 †
- Sclerochilus Sars, 1866
- Siliquicythere Schornikov & Mikhailova, 1990
- Spinoalacia Schornikov & Mikhailova, 1990
- Stillina Laurencich, 1957 †
- Striatojonesia Schornikov, 1990
- Strumibythere Schornikov & Mikhailova, 1990
- Taxodiella Kuznetsova, 1957 †
- Tenericythere Schornikov & Mikhailova, 1990
- Triassocythere Gruendel & Kozur, 1972 †
- Triceratina Upson, 1933 †
- Triebacythere Gruendel & Kozur, 1972 †
- Tuberoceratina Gruendel & Kozur, 1972 †
- Vallumoceratina Knuepfer, 1967 †
- Vandenboldina Wilson, 2010
- Veeniceratina Gruendel & Kozur, 1972 †
- Velibythere Schornikov, 1982
- Ventrobythere Schornikov & Mikhailova, 1990
- Vitjasiella Schornikov, 1976